# Akha (Sprache)
Akha ist die Sprache der südostasiatischen Ethnie der Akha, deren Angehörige in Birma (dort überwiegend im Shan-Staat), der Volksrepublik China (im Südwesten Yunans), Laos (Provinz Phongsali und Luang Namtha), Thailand (Provinzen Chiang Mai, Chiang Rai und Mae Hong Son) und im Nordwesten von Vietnam (Provinzen Quang Binh und Quang Tri) leben. Die Sprache wird in China als ein Dialekt des Hani angesehen.
Die Sprache Akha ist eine Tonsprache mit drei Tönen und kennt keine oder eine nur geringe Affigierung. Fragen werden mit einer finalen Fragepartikel dargestellt.